# Saxifraga svalbardensis
Saxifraga svalbardensis là một loài thực vật có hoa trong họ Saxifragaceae. Loài này được Øvstedal miêu tả khoa học đầu tiên năm 1975.